# WOW Air
WOW air var ett isländskt lågprisflygbolag med säte i Reykjavik på Island. Flygbolaget hade sitt flygnav på Keflavíks Internationella Flygplats och flög därifrån till destinationer i Europa, USA, Kanada och Mellanöstern. I Sverige flög flygbolaget från två flygplatser,  Stockholm-Arlanda Airport samt Västerås.
WOW air meddelade 28 mars 2019 att verksamheten har upphört och därmed kommer läggas ned.

## Flotta
- Airbus A320-200 (i bruk: 1 st)
- Airbus A320neo (i bruk: 1 st)
- Airbus A321-200 (i bruk: 10 st, beställningar: 5 st)
- Airbus A321neo (i bruk: 1 st, beställningar: 1 st)
- Airbus A330-300 (i bruk: 3 st)
- Airbus A330-900neo (beställningar: 4 st, leverans börjar 2018)

## Bildgalleri

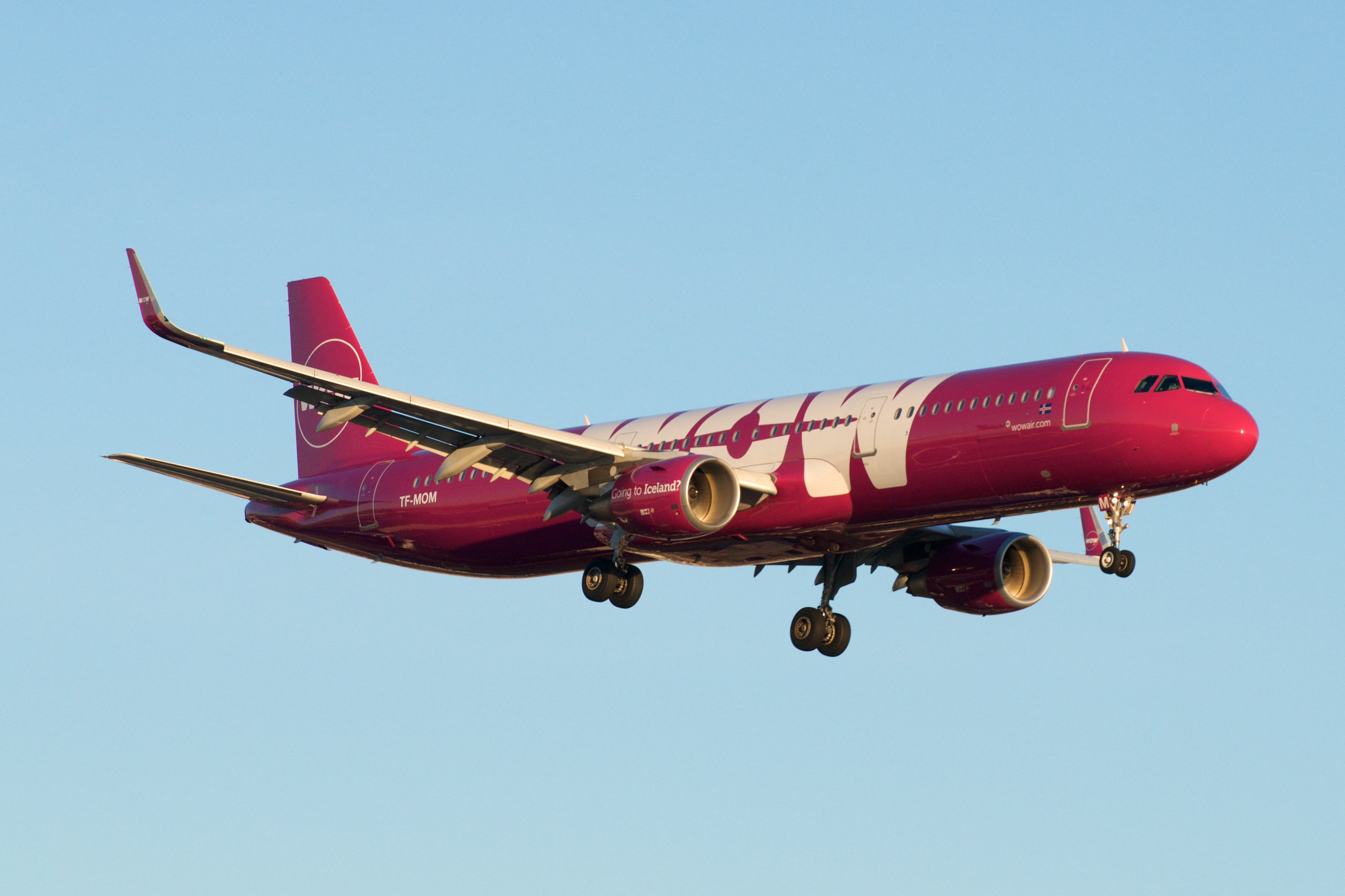
En Airbus A321 från WOW air.
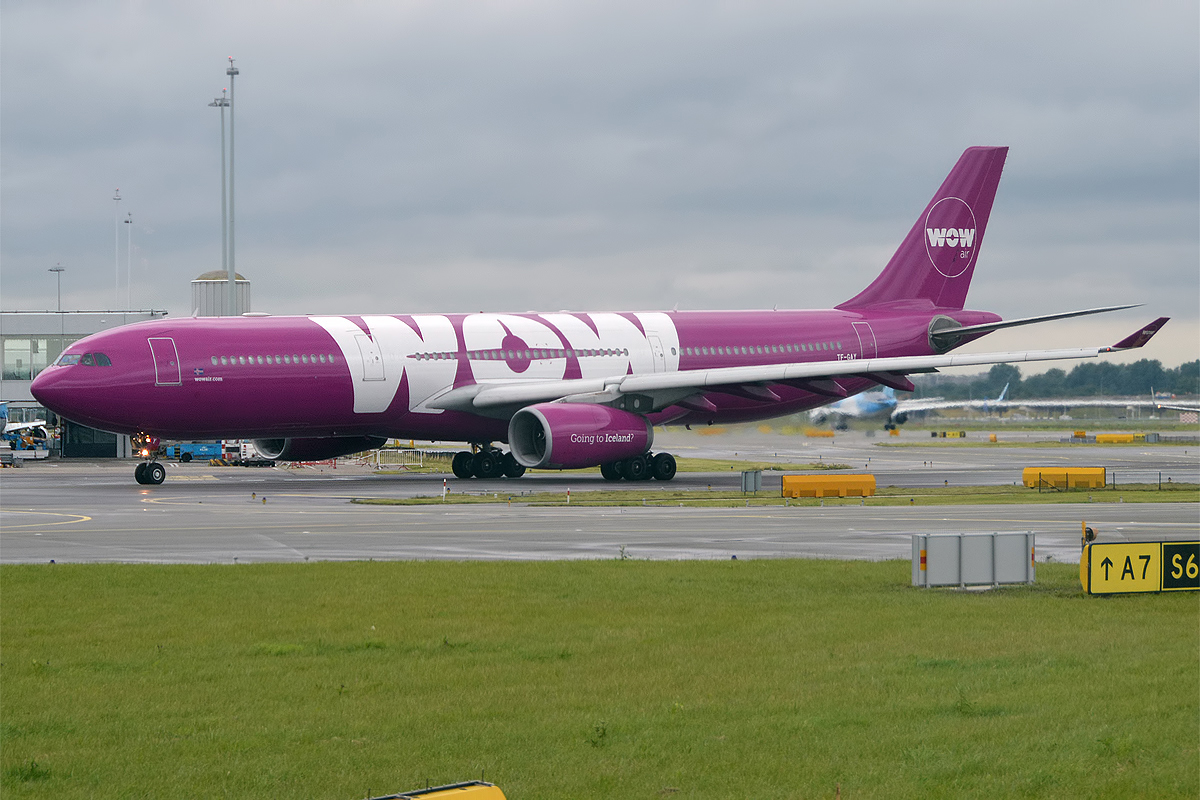
En Airbus A330 från WOW air.